# Doctor de la Iglesia
Doctor de la Iglesia es un título otorgado por el papa o un concilio ecuménico a ciertos santos en razón de su erudición y en reconocimiento como eminentes maestros de la fe para los fieles de todos los tiempos.

## Historia
Los doctores de la Iglesia han ejercido una influencia especial sobre el desarrollo del cristianismo, sentando las bases de la doctrina sucesiva, o interpretando de forma esclarecedora y perdurable vastos campos de la Revelación. En el cristianismo primitivo, este título se adjudicó espontáneamente a ocho de los Padres de la Iglesia, cuatro de ellos de rito latino:
- San Ambrosio de Milán (340-397)
- San Jerónimo de Estridón (346-420), filólogo trilingüe y autor de la traducción de la Biblia al latín conocida como Vulgata.
- San Agustín de Hipona (354-430), gran escritor y teólogo, autor de La ciudad de Dios, de Comentarios a las Sagradas Escrituras y de su propia biografía, intitulada Confesiones.
- San Gregorio Magno (540-604), quien evangelizó a los bárbaros, especialmente en Inglaterra; reformó las costumbres y renovó el canto eclesiástico.

y cuatro de rito griego:
- San Atanasio de Alejandría (296-373), quien combatió el arrianismo.
- San Basilio Archimandrita (329-379), quien se distinguió por su elocuencia, por su caridad hacia los pobres y su amor al monacato.
- San Gregorio Nacianceno (328-389), orador elocuentísimo, teólogo profundo y campeón de la unión de las dos iglesias.
- San Juan Crisóstomo (347-407), patriarca de Constantinopla y el mayor de los oradores cristianos.

En el siglo XVI el papa Pío V definió formalmente los criterios para la declaración de tal dignidad. Un total de 37 santos antiguos y modernos han sido reconocidos como doctores de la Iglesia.

### Doctores orientales
La tradición bizantina recordaba como Padres de la Iglesia, en sentido amplio, a todos los teólogos previos al siglo VI, la época de la primera estabilización de la doctrina cristiana. De entre estos, pronto se generalizó una especial veneración hacia Juan Crisóstomo, hacia Basilio Magno y hacia Gregorio Nacianceno, y ya el emperador León VI el Sabio instituyó un festival común para los tres el día 30 de enero con el nombre de festival de los tres jerarcas. Los sermones leídos tradicionalmente en el festival son obra de Cosme Vestítor, renombrado orador del siglo X, y las representaciones iconográficas de los tres jerarcas son frecuentes en la arquitectura eclesiástica bizantina.
La Menaea del 30 de enero narra la leyenda de la aparición de los tres doctores al obispo Juan Eutiques en sueños, ordenándole conmemorarlos conjuntamente para evitar rivalidades entre sus fieles y seguidores. La inclusión de Atanasio parece posterior, probablemente motivada por la analogía con los cuatro doctores occidentales y los cuatro evangelistas, y siguiendo a Ireneo de Lyon, quien había buscado mostrar en varios ámbitos la existencia de cuatro pilares de la Iglesia.

### Doctores occidentales
La tradición escolástica elaboró por su parte la noción de los cuatro doctores, y esta se vio confirmada ya en 1298 por Bonifacio VIII, quien publicó una decretal que ordenaba honrarlos especialmente. El 11 de abril de 1567 el papa Pío V sumó al primer doctor moderno, Santo Tomás de Aquino, dominico como él y al año siguiente su número se incrementó al reconocer también las fiestas de los doctores griegos. En 1588 el papa franciscano Sixto V añadió al también franciscano San Buenaventura de Fidanza.

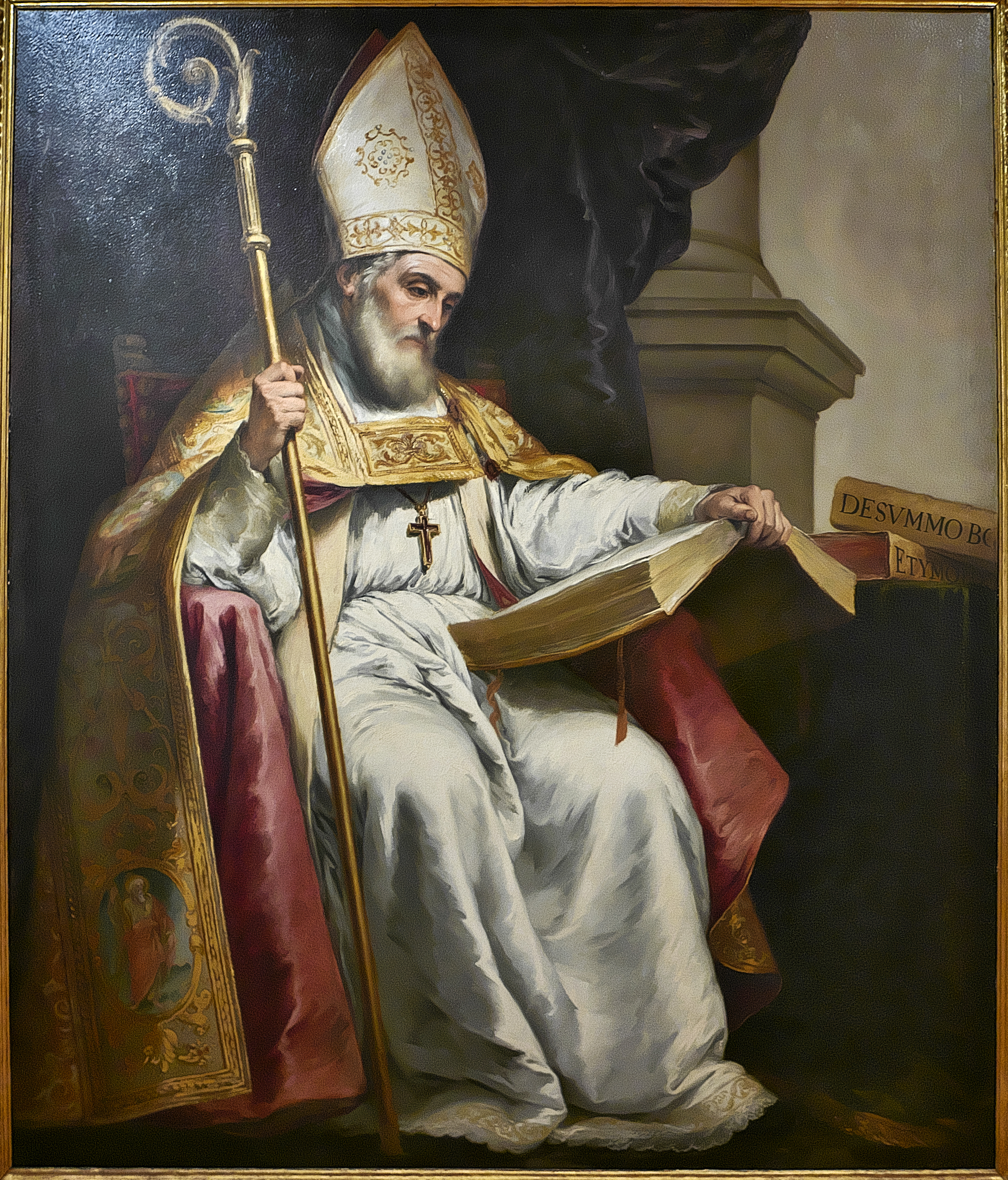
Isidoro de Sevilla

## Doctrinas católica y ortodoxa

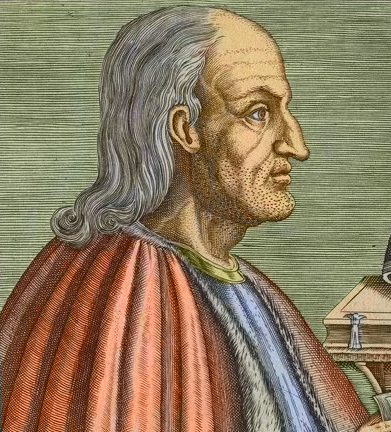
Anselmo de Canterbury, Doctor de la Iglesia Católica.

Mientras en Oriente la dignidad de doctor no ha estado asociada a ninguna definición formal, y otros teólogos además de los arriba mencionados se honran ocasionalmente con ese título —en especial San Gregorio Niseno, San León I Magno, San Máximo el Confesor, San Juan Damasceno, Simeón el Nuevo Teólogo, Gregorio Palamás y Marcos de Éfeso—, la Iglesia católica vincula el título a tres condiciones: la eminens doctrina, es decir, la eminencia doctrinal en materia de teología y culto; la insignis vitae sanctitas, es decir, un elevado grado de santidad, y la Ecclesiae declaratio, es decir, una proclamación formal por parte de la Iglesia, que Benedicto XIV precisó como afirmada por el sumo pontífice o por un Concilio Ecuménico. Ningún Concilio ha ejercido esta facultad, sin embargo.
La concesión de la dignidad de doctor de la Iglesia no implica necesariamente la convalidación de la totalidad de la doctrina que el doctor ha sostenido. Aunque la Sagrada Congregación de Ritos, la encargada de la proclamación, realiza un examen de la obra del prospectivo doctor, esta no se integra necesariamente al dogma proclamado ex cathedra por la Iglesia, y aun en el caso de los doctores más reputados muchas de sus doctrinas han sido declaradas erróneas tras su muerte. Los temas sobre los que los doctores han escrito varían marcadamente; además de teólogos sistemáticos, como Santo Tomás de Aquino, San Anselmo de Canterbury o San Alberto Magno, se cuentan entre ellos epígrafos y predicadores, místicos, como San Juan de la Cruz y Santa Teresa de Ávila, y aun historiadores y eruditos como San Beda el Venerable, cuya Historia Ecclesiastica Gentis Anglorum es una extraordinaria fuente de información sobre la Inglaterra medieval.
La tradición escolástica llama convencionalmente a ciertos teólogos y santos con epítetos que recuerdan al de doctor de la Iglesia; así, Juan Duns Scoto es conocido como doctor subtilis (el «doctor sutil») y Roger Bacon como doctor mirabilis (el «doctor en maravillas»), Pedro de Betancur como doctor humilitate (el «doctor en la humildad»), Inocencio V como «doctor famosissimus», Raimundo Lulio como «doctor illuminatus», y Francisco Suárez como «doctor eximius», aunque ninguno de ellos es formalmente doctor de la Iglesia. De hecho, la teología de Scoto ha gozado de poca popularidad fuera de su propio tiempo. Sí son, en cambio, realmente doctores el doctor seraphicus San Buenaventura, el doctor universalis San Alberto Magno, el doctor angelicus Santo Tomás de Aquino, el doctor evangelicus San Antonio de Padua, el doctor mellifluus San Bernardo de Claraval, el doctor caritatis San Francisco de Sales, el doctor mysticus San Juan de la Cruz, etc.

### Liturgia
Los doctores de la Iglesia son honrados con una liturgia especial en la misa oficiada en su honor. Esto excluye del nombramiento como doctor a los mártires, puesto que el oficio de la misa se reserva tradicionalmente para honrar a los confesores. El introito de la misa se adopta del de Juan, Apóstol y Evangelista; adicionalmente, el oficio incluye la lectura del Credo, y la antífona del Magnificat reza O doctor optime ("oh, excelentísimo doctor"). Estos dos últimos son los rasgos característicos del oficio doctoral, pues en la fiesta de algunos santos —en particular Juan Damasceno, pero también Atanasio, Basilio y Cirilo de Jerusalén— se ofician misas especiales.

## Incorporaciones
La lista completa de doctores se acrecentó hasta la actualidad, en la que cuenta con treinta y siete nombres:
- En 1720 Clemente XI incorporó a San Anselmo de Canterbury;
- en 1722 Inocencio XIII, a San Isidoro de Sevilla;
- en 1729 Benedicto XIII, a San Pedro Crisólogo;
- en 1754 Benedicto XIV, a San León I Magno;
- en 1828 León XII, a San Pedro Damián;
- en 1830 Pío VIII, a San Bernardo de Claraval;
- Pío IX incluyó a San Hilario de Poitiers (1851), a San Alfonso María de Ligorio (1871), y a San Francisco de Sales (1877);
- León XIII añadiría en 1882 a Cirilo de Alejandría, en 1883 a San Cirilo de Jerusalén y a San Juan Damasceno, y en 1899 a San Beda el Venerable;
- Benedicto XV proclamaría a San Efrén de Siria en 1920;
- Pío XI, a San Pedro Canisio (1925), a San Juan de la Cruz (1926), a San Roberto Belarmino y a San Alberto Magno (ambos en 1931);
- Pío XII, a San Antonio de Padua (1946);
- Juan XXIII, a San Lorenzo de Brindisi (1959);
- Pablo VI sumaría, en 1970, a las primeras mujeres: Santa Teresa de Jesús y Santa Catalina de Siena;
- Juan Pablo II añadiría a Santa Teresa de Lisieux en 1997 durante la Jornada Mundial de las Misiones de ese mismo año.
- Benedicto XVI añade, en octubre de 2012, a San Juan de Ávila, patrón del clero español, y a Santa Hildegarda de Bingen, con ocasión de la misa de apertura de la XIII Asamblea General Ordinaria del Sínodo de los Obispos.
- Francisco incorporó a San Gregorio de Narek, el 12 de abril de 2015,[1] y a San Ireneo de Lyon, en enero de 2022.[2]

## Listado oficial de los 37 doctores de la Iglesia católica
En la siguiente lista aparece la totalidad de los doctores de la Iglesia católica, ordenados según la fecha de su proclamación:
| Nombre                                                                               | Nació                    | Murió                     | Promovido                | Estado de la época                                  | Actividad                                                                                   |
| ------------------------------------------------------------------------------------ | ------------------------ | ------------------------- | ------------------------ | --------------------------------------------------- | ------------------------------------------------------------------------------------------- |
| San Agustín de Hipona Doctor de la gracia                                            | 13 de noviembre del 354  | 28 de agosto del 430      | 3 de marzo de 1298       | Imperio romano occidental                           | Obispo de Hipona                                                                            |
| San Ambrosio de Milán                                                                | 340                      | 4 de abril del 397        | 3 de marzo de 1298       | Imperio romano occidental                           | Obispo de Milán                                                                             |
| San Gregorio Magno, papa Gregorio I                                                  | 540                      | 12 de marzo del 604       | 3 de marzo de 1298       | Imperio romano de oriente                           | Papa Monje de la Orden Benedictina                                                          |
| San Jerónimo de Estridón                                                             | 343                      | 429                       | 3 de marzo de 1298       | Imperio romano occidental                           | Presbítero y anacoreta                                                                      |
| Santo Tomás de Aquino Doctor Angélico                                                | 1225                     | 7 de marzo de 1274        | 11 de abril de 1567      | Reino de Sicilia                                    | Dominico                                                                                    |
| San Atanasio de Alejandría El campeón de la ortodoxia                                | 298                      | 2 de mayo del 373         | 9 de julio de 1568       | Imperio romano de oriente                           | Patriarca de Alejandría                                                                     |
| San Basilio el Grande Revelador de los misterios celestiales                         | 330                      | 1 de enero del 379        | 9 de julio de 1568       | Imperio romano de oriente                           | Obispo de Cesarea de Capadocia                                                              |
| San Gregorio Nacianceno El Teólogo                                                   | 329                      | 25 de enero del 390       | 9 de julio de 1568       | Imperio romano de oriente                           | Patriarca de Constantinopla                                                                 |
| San Juan Crisóstomo Boca de oro                                                      | 347                      | 407                       | 9 de julio de 1568       | Imperio romano de oriente                           | Patriarca de Constantinopla                                                                 |
| San Buenaventura de Bagnoreggio Doctor seráfico                                      | 1221                     | 15 de julio de 1274       | 14 de marzo de 1588      | República de Florencia                              | Franciscano, obispo y cardenal                                                              |
| San Anselmo de Canterbury Doctor magnífico                                           | 1033 o 1034              | 21 de abril de 1109       | 8 de febrero de 1720     | Condado de Saboya, Aosta,                           | Arzobispo de Canterbury Monje de la Orden Benedictina                                       |
| San Isidoro de Sevilla                                                               | 560                      | 4 de abril del 636        | 25 de abril de 1722      | Reino visigodo de Toledo                            | Arzobispo de Sevilla                                                                        |
| San Pedro Crisólogo Palabra de Oro                                                   | 400                      | 450                       | 19 de febrero de 1729    | Imperio romano occidental                           | Arzobispo de Rávena                                                                         |
| San León Magno, papa León I                                                          | 400                      | 10 de noviembre del 461   | 15 de octubre de 1754    | Imperio romano occidental                           | Papa                                                                                        |
| San Pedro Damián                                                                     | 1007                     | 21/22 de febrero del 1072 | 27 de septiembre de 1828 | Estados Pontificios                                 | Benedictino y cardenal                                                                      |
| San Bernardo de Claraval Doctor melifluo                                             | 1090                     | 21 de agosto de 1153      | 20 de agosto de 1830     | Ducado de Borgoña                                   | Monje benedictino del Císter                                                                |
| San Hilario de Poitiers el Atanasio de Occidente                                     | 300                      | 367                       | 13 de mayo de 1851       | Imperio romano occidental                           | Obispo de Poitiers                                                                          |
| San Alfonso María de Ligorio Doctor celosísimo                                       | 27 de septiembre de 1696 | 1 de agosto de 1787       | 23 de marzo de 1871      | Reino de Nápoles                                    | Fundador de los redentoristas y obispo                                                      |
| San Francisco de Sales                                                               | 21 de agosto de 1567     | 28 de diciembre de 1622   | 19 de julio de 1877      | Reino de Francia                                    | Obispo de Ginebra y fundador de la Orden de la Visitación                                   |
| San Cirilo de Alejandría Doctor de la Encarnación y de la Maternidad divina de María | 376                      | 444                       | 28 de julio de 1882      | Imperio romano de oriente                           | Patriarca de Alejandría                                                                     |
| San Cirilo de Jerusalén                                                              | 315                      | 387                       | 28 de julio de 1882      | Imperio romano de oriente                           | Patriarca de Jerusalén                                                                      |
| San Juan Damasceno El orador de oro                                                  | 675                      | 749                       | 29 de agosto de 1890     | Imperio romano de oriente                           | Monje de San Saba y presbítero                                                              |
| San Beda el Venerable Doctor admirable                                               | 673                      | 735                       | 13 de noviembre de 1899  | Reino de Northumbria                                | Monje de la Orden Benedictina                                                               |
| San Efrén de Siria El Místico, El arpa del Espíritu                                  | 306                      | 373                       | 5 de octubre de 1920     | Imperio romano de oriente                           | Diácono                                                                                     |
| San Pedro Canisio                                                                    | 1521                     | 1597                      | 21 de mayo de 1925       | Países Bajos de los Habsburgo                       | Jesuita                                                                                     |
| San Juan de la Cruz Doctor místico                                                   | 1542                     | 1591                      | 24 de agosto de 1926     | Corona de Castilla                                  | Carmelita descalzo                                                                          |
| San Alberto Magno Doctor experto, Doctor universal                                   | 1200                     | 1280                      | 16 de diciembre de 1931  | Ducado de Baviera                                   | Dominico, obispo de la diócesis de Ratisbona                                                |
| San Roberto Belarmino Martillo de los herejes                                        | 1541                     | 1621                      | 17 de septiembre de 1931 | República de Florencia                              | Jesuita, arzobispo de Capua y cardenal                                                      |
| San Antonio de Padua Doctor evangélico                                               | 1195                     | 1231                      | 16 de enero de 1946      | Reino de Portugal                                   | Franciscano                                                                                 |
| San Lorenzo de Brindisi Doctor apostólico                                            | 1559                     | 1619                      | 19 de marzo de 1959      | Reino de Nápoles (Dentro de la monarquía hispánica) | Capuchino                                                                                   |
| Santa Teresa de Jesús Doctora mística                                                | 1515                     | 1582                      | 27 de septiembre de 1970 | Corona de Castilla                                  | Carmelita descalza                                                                          |
| Santa Catalina de Siena Doctora pontifica                                            | 1347                     | 1380                      | 4 de octubre de 1970     | República de Siena                                  | Terciaria dominica                                                                          |
| Santa Teresa del Niño Jesús Doctora del amor                                         | 1873                     | 1897                      | 19 de octubre de 1997    | Francia                                             | Carmelita descalza                                                                          |
| San Juan de Ávila Doctor andaluz                                                     | 6 de enero de 1500       | 10 de mayo de 1569        | 7 de octubre de 2012     | Corona de Castilla                                  | Presbítero, predicador y escritor                                                           |
| Santa Hildegarda de Bingen Doctora síbila                                            | 1098                     | 17 de septiembre de 1179  | 7 de octubre de 2012     | Sacro Imperio Romano Germánico                      | Monja de la Orden Benedictina, abadesa, mística, profetisa, médica, compositora y escritora |
| San Gregorio de Narek Doctor armenio                                                 | 945                      | 1010                      | 12 de abril de 2015      | Armenia                                             | Teólogo, poeta, místico y escritor.                                                         |
| San Ireneo Doctor de la unidad                                                       | Aprox 140                | 202                       | 21 de enero de 2022      | Imperio Romano                                      | Obispo de Lyon, Teólogo y escritor.                                                         |

## Próximos a recibir el título de doctor de la Iglesia
El 31 de julio de 2025, se anunció que el papa León XIV le conferirá el título de «Doctor de la Iglesia» próximamente a san John Henry Newman, cardenal de la Iglesia Romana.

## Candidatos a doctor de la Iglesia (en estudio)
En el presente hay otros santos sujetos a estudio como candidatos a acceder al título de «Doctor de la Iglesia». Entre ellos, no se deja de lado al obispo San Cipriano de Cartago, gran defensor de la Unidad en la fe ortodoxa y primer Padre Latino de la Iglesia, así como tampoco a San Juan Climaco "el escolástico" para los griegos y a San Vicente de Lerins para los latinos.
En 2011, el vaticanista Sandro Magíster mencionó varios candidatos posibles. Los restantes propuestos por Magíster y por algunas órdenes religiosas son:
- Luis María Grignion de Montfort
- Vicente de Paúl
- Ramon Llull[10]
- Tomás de Villanueva
- Ignacio de Loyola
- Juan Bosco
- San José Manyanet
- Antonino de Florencia
- Bernardino de Siena
- Lorenzo Giustiniani
- Cirilo y Metodio
- Maximiliano María Kolbe
- Brígida de Suecia
- Margarita María Alacoque
- Verónica Giuliani
- Gertrudis de Helfta[11]
- Juliana de Norwich
- Laura Montoya[12]
- María Faustina Kowalska[13]
- Teresa Benedicta de la Cruz[14][15]
- Dietrich von Hildebrand[16]
- Óscar Arnulfo Romero[17][18]
- Juan Pablo II[19]
- Benedicto XVI[20][21]